# Сборная Нидерландов по регби
Сборная Нидерландов по регби (нидерл. Nederlands rugbyteam) представляет свою страну в соревнованиях и матчах по регби-15 высшего уровня. Команда дебютировала на международной арене в 1932 году.

## История
Сборная сыграла свой первый матч в 13 марта 1932 года. Соперником голландцев выступили бельгийские регбисты, матч завершился вничью (6:6). В течение последующих лет нидерландцы продолжили соревноваться с бельгийцами, а также с немцами и румынами.
Основными соперниками сборной в 40-х годах XX века были те же бельгийцы и немцы. На протяжении 60-х годов команда играла со сборной ФРГ, с Польшей, Швецией, Испанией и Чехословакией.
В 1970-х голландцы играли с регбистами Италии. В 1984—1987 годах команда Нидерландов одержала несколько побед.
С 2021 года сборная выступает в высшем дивизионе чемпионата Европы. При этом она не выступала ни разу в финальной стадии чемпионата мира.